# تپه بدون نام ۱۸۰
تپه بدون نام ۱۸۰ مربوط به عصر برنز میانی است و در شهرستان دلفان، بخش کاکاوند، روستای ورمله واقع شده و این اثر در تاریخ ۲۳ شهریور ۱۳۸۲ با شمارهٔ ثبت ۱۰۰۰۸ به‌عنوان یکی از آثار ملی ایران به ثبت رسیده است.